# 協定電気単位
協定電気単位系（英語: conventional electrical units）とは、ジョセフソン定数とフォン・クリッツィング定数の協定値に基づく単位系である。

## 概要
電気計測における測定標準として、ジョセフソン効果に基づいて現示される電圧標準と、量子ホール効果に基づいて現示される抵抗標準が用いられている。世界的に統一のとれた電気計測の標準体系を実現するために、1988年の第77回 国際度量衡委員会（CIPM）において二つの協定値
{\displaystyle {\frac {K_{\text{J-90}}}{{\text{GHz}}/{\text{V}}}}=\{K_{\text{J-90}}\}_{\text{SI}}=483~597.9}
{\displaystyle {\frac {R_{\text{K-90}}}{\Omega }}=\{R_{\text{K-90}}\}_{\text{SI}}=25~812.807}
を定義し、1990年1月1日より世界各国が統一してこれらの値を用いるべきとの勧告を行った。
これら二つの協定値を用いた単位系が協定電気単位である。
すなわち、ジョセフソン定数とフォン・クリッツィング定数の協定単位による数値を、協定値に等置して
{\displaystyle \{K_{\text{J}}\}_{90}={\frac {K_{\text{J}}}{{\text{GHz}}/V_{90}}}=\{K_{\text{J-90}}\}_{\text{SI}}=483~597.9}
{\displaystyle \{R_{\text{K}}\}_{90}={\frac {R_{\text{K}}}{\varOmega _{90}}}=\{R_{\text{K-90}}\}_{\text{SI}}=25~812.807}
として得られる単位系である。
従って、電圧の協定単位 V90、及び電気抵抗の協定単位 Ω90 は
{\displaystyle V_{90}={\frac {K_{\text{J-90}}}{K_{\text{J}}}}\,{\text{V}}}
{\displaystyle \varOmega _{90}={\frac {R_{\text{K}}}{R_{\text{K-90}}}}\,\Omega }
でSI単位に換算される。

## その他の単位
その他の協定単位は、電圧と電気抵抗の協定単位から一貫性のある単位として組み立てられる。
SI単位の記号を援用し、イタリック体の右下に添え字90をつけて表される。また、時間の単位を含むものは、SI単位の秒を組み合わせて用いられる。
電流の協定単位
{\displaystyle A_{90}=V_{90}/\varOmega _{90}}
電力の協定単位
{\displaystyle W_{90}=V_{90}A_{90}}
電荷の協定単位
{\displaystyle C_{90}=A_{90}\;{\text{s}}}
静電容量の協定単位
{\displaystyle F_{90}=C_{90}/V_{90}}
インダクタンスの協定単位
{\displaystyle H_{90}=\varOmega _{90}\;{\text{s}}}

## 国際単位系との関係
2019年5月に発効した新しいSIの定義では、プランク定数 h と電気素量 e が SI を定義する定義定数として位置付けられ、
SI単位によるこれらの値は不確かさのない定義値となった。ジョセフソン定数とフォン・クリッツィング定数は
{\displaystyle K_{\text{J}}={\frac {2e}{h}}=483~597.848~4\ldots {\text{GHz}}/{\text{V}}}
{\displaystyle R_{\text{K}}={\frac {h}{e^{2}}}=25~812.807~45\ldots \Omega }
で与えられ、これらも不確かさのない定義値である。従って、協定単位は現行のSI単位と不確かさなく関係付けられており
{\displaystyle K_{\text{J}}=K_{\text{J-90}}[1-10.666\ldots \times 10^{-8}]}
{\displaystyle R_{\text{K}}=R_{\text{K-90}}[1+1.779\ldots \times 10^{-8}]}
である。
SIが再定義される以前はこれらは測定値であったので
{\displaystyle K_{\text{J}}=K_{\text{J-90}}[1-9.83(61)\times 10^{-8}]}
{\displaystyle R_{\text{K}}=R_{\text{K-90}}[1+1.765(23)\times 10^{-8}]}
のように換算係数に不確かさを持っていた(2014 CODATA)。
| 単位         | 単位 | 換算係数     | SI への換算        | SI への換算            |
| 名称         | 記号 | 換算係数     | 現行               | 2014 CODATA            |
| ------------ | ---- | ------------ | ------------------ | ---------------------- |
| 協定ボルト   | V90  | p = KJ-90/KJ | 1.00000010666... V | [1 + 9.83(61)×10−8] V  |
| 協定オーム   | Ω90  | r = RK/RK-90 | 1.00000001779... Ω | [1 + 1.765(23)×10−8] Ω |
| 協定アンペア | A90  | q = p/r      | 1.00000008887... A | [1 + 8.06(61)×10−8] A  |
| 協定クーロン | C90  | q            | 1.00000008887... C | [1 + 8.06(61)×10−8] C  |
| 協定ワット   | W90  | pq           | 1.00000019553... W | [1 + 17.9(1.2)×10−8] W |
| 協定ファラド | F90  | 1/r          | 0.99999998220... F | [1 − 1.765(23)×10−8] F |
| 協定ヘンリー | H90  | r            | 1.00000001779... H | [1 + 1.765(23)×10−8] H |